# Ephesia atra
Ephesia atra är en fjärilsart som beskrevs av Arnold Spuler 1907. Ephesia atra ingår i släktet Ephesia och familjen nattflyn. Inga underarter finns listade i Catalogue of Life.